# Doppiopetto

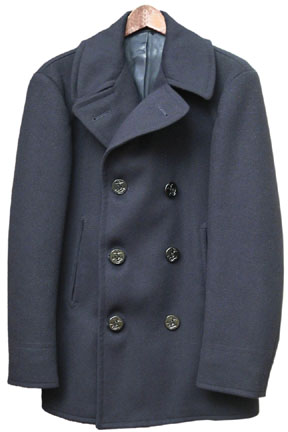
Il caban è tradizionalmente una giacca doppiopetto.

Il doppiopetto o doppio petto è un tipo di allacciatura caratteristico delle giacche eleganti, nella quale le due parti del davanti della giacca si uniscono fra loro con due file parallele di bottoni. Nella maggior parte dei casi una fila di bottoni è solo decorativa, e soltanto i bottoni della fila più esterna servono realmente a chiudere la giacca. A volte è presente anche un bottone interno invisibile che serve a tenere chiusa la giacca dall'interno.

Monopetto e doppio petto a confronto

Le giacche da vestito ed i blazer hanno normalmente da una a quattro righe di bottoni (ogni riga è composta da due bottoni), con una o due righe meramente decorative. Per identificare il numero di bottoni viene usata una terminologia "numero a numero". Per esempio: sei a due (sei bottoni cuciti, ma solo due allacciabili), sei a uno, quattro a uno, ecc. Rarissimi sono i casi in cui tutti i bottoni di un doppiopetto sono allacciabili. 
L'origine è probabilmente militare, dalla divisa degli ussari. Dagli anni sessanta agli ottanta ha avuto un discreto successo. 